# Prokletijeberghagedis
De prokletijeberghagedis (Dinarolacerta montenegrina) is een hagedis uit de familie echte hagedissen (Lacertidae).

## Naam en indeling
De soort werd in 2007 wetenschappelijk beschreven door Katarina Ljubisavljević, Oscar J. Arribas, Georg Džukić en Salvador Carranza. De hagedis is in de literatuur relatief onbekend.

## Verspreiding en habitat
De prokletijeberghagedis komt voor in Europa en leeft is zoals de soortnaam montenegrina al aangeeft endemisch in Montenegro. Hier is de soort alleen aangetroffen op een hoogte van 1550 tot 1600 meter boven zeeniveau in de Albanese Alpen.

## Uiterlijke kenmerken
De hagedis heeft een kleiner lichaam en kortere ledematen in vergelijking met de enige andere soort uit het geslacht Dinarolacerta; de mosorberghagedis (Dinarolacerta mosorensis). Ook verschillende andere kenmerken zoals de bouw van het skelet en de structuur van de schubben aan de kop verschillen.

### Beschermingsstatus
Door de internationale natuurbeschermingsorganisatie IUCN is de beschermingsstatus 'veilig' toegewezen (Least Concern of LC).